# Ina Duscha
Ina Duscha (née le 10 décembre 1935 à Schöder) est une actrice autrichienne.

## Biographie
Ina Duscha devient actrice de cinéma en 1960. Fin 1963, elle épouse l'industriel munichois Michael Bamberger. Après le mariage à l'hôtel Bayerischer Hof, elle se retire du cinéma.

## Filmographie
- 1958 : Congé de mariage (de)
- 1959 : À bout de nerfs
- 1960 : Der liebe Augustin
- 1960 : Le Vengeur défie Scotland Yard
- 1960 : Hauptmann, deine Sterne (de)
- 1960 : Immer will ich dir gehören (de)
- 1960 : La Nonne et les mauvais garçons
- 1961 : Drei Mann in einem Boot (de)
- 1962 : Agence matrimoniale Aurora
- 1962 : Sein bester Freund
- 1963 : Venusberg